# Вјачеслав Кликов
Вјачеслав Михајлович Кликов (рус. Вячеслав Михайлович Клыков; Мармижи, 19. октобар 1939 — Москва, 2. јун 2006) је био руски вајар и академик, један од водећих мајстора традиционализма са националном историјском тематиком у руској скулптури крајем 20. века, идеолог руског монархизма. Аутор је многобројних споменика, као што су споменик генералу Жукову, који од 1995. године краси московски Црвени трг, Ћирилу и Методију на Словенском тргу у Москви, споменика Светом Сави, постављеног 2003. испред Храма Светог Саве на Врачару. Један је од иницијатора и организатора Дана словенске писмености и културе који се слави сваког 24. маја у част Ћирила и Методија, председник Међународног фонда словенске писмености и културе, обновитељ и председник (2005—2006) Савеза руског народа, основаног још 1905.

## Биографија
Рођен је 19. октобра 1939. године у селу Мармижи, у Курској области, у тадашњем Совјетском Савезу. По завршетку средње школе, студирао је у Курској техничкој школи. Затим се 1960. уписао на Факултет уметности на Курском државном педагошком институту, на коме је студирао две године. На Московској државној академији уметности В. И. Суриков, студирао је од 1962. до 1968. године.
Од 1969. године је члан Савеза уметника Совјетског Савеза. Његови радови су од тада изложени у Третјаковској галерији и у Руском државном музеју. Добитник је државне награде Совјетског Савеза 1982. Од 1989. је члан Међународне словенске академије уметности, науке и културе. Почасни је уметник Руске Федерације од 1996. године.
Његово приближавање Цркви и првославној вери започели су крајем 80их година прошлог века. Од тада се истакао вајањем православних хероја из историје: светитеља, витезова и владара, у камену и бронзи. Познати су његови споменици Ћирилу и Методију (1991), Сергеју Радоњешком (1987), књазу Свјатославу (1993), Николају II Романову (1996), Илији Муромцу (1998), Александру Невском (2000). Занимљив је и његов споменик на Мањежном тргу испред Историјског музеја (у оквиру комплекса Црвеног трга), где Георгије Жуков, као Свети Ђорђе, у борби против зла, гази симбол Трећег рајха (1995).
Новом Саду, поклонио је споменик светог Сергеја Радоњешког, игумана који је благословио књаза Димитрија Донског за велику победу на Куликововсокм пољу, на коме пише: „Љубављу и јединством спашћемо се. Српскоме народу од рускога народа 1992“.
Споменик је откривен 1993. године у Дунавском парку, на крају свечаности посвећеној овом знаменитом руском духовнику и мисионару.
Додељена му је титула почасног грађанина Новог Сада 1992.
Бронзани споменик са препознатљивим ликом првог српског архиепископа постављен на Врачарском платоу испред Храма Светог Саве, чија је висина без постамента 5,20 метара, такође је поклон овог руског вајара и Међународног фонда словенске културе и писмености из Москве:
Поклонио сам много склуптура свом руском народу, па ми је била велика жеља да скулптура Светог Саве буде мој лични поклон Србима. Такође, одлучио сам да Црногорцима поклоним скулптуру Мајке божје, која ће бити у Никшићу. Надам се да ће се моји поклони свидети Србима и Црногорцима, а за мене ће то бити највеће признање.— Вјачеслав Михајлович Кликов (2003)
Вјачеслав Михајлович Кликов умро је у Москви 2. јуна 2006. Сахрањен је у родном селу Мармижи, у Храму Пресвете Богородице.